# Potreritos
Potreritos är en ort i Mexiko.   Den ligger i kommunen Zimapán och delstaten Hidalgo, i den sydöstra delen av landet, 160 km norr om huvudstaden Mexico City. Potreritos ligger 2 081 meter över havet och antalet invånare är 113.
Terrängen runt Potreritos är varierad. Runt Potreritos är det ganska tätbefolkat, med 134 invånare per kvadratkilometer. Närmaste större samhälle är Zimapan, 11,8 km sydväst om Potreritos. I omgivningarna runt Potreritos växer huvudsakligen savannskog.